# Devil Woman (brano musicale)
Devil Woman è un brano musicale di Ringo Starr incluso nell'album Ringo  del 1973, composta da lui e Vini Poncia.

## Il brano

### Composizione e registrazione
Ringo Starr e Vini Poncia iniziarono la loro partnership musicale su Ringo nel 1973, con la composizione di Oh My My e Devil Woman; proseguì regolarmente fino al 1977, quando il duo compose Ringo the 4th quasi tutti i brani, e si concluse l'anno seguente, con la pubblicazione sull'LP Bad Boy (1978) delle loro ultime canzone scritte assieme. Questa traccia venne probabilmente registrata a Los Angeles nel mese di marzo 1973, con alcune sovraincisioni avvenute nel mese di luglio. La line-up di Devil Woman non differisce molto dal resto del LP: oltre Ringo, vi partecipano Jim Keltner (seconda batteria), Klaus Voorman (basso elettrico), Jimmy Calvert (chitarra), Milt Holland (percussioni), ed ai corni, Tom Scott, che ne ha anche curato l'arrangiamento, e Chuck Findley. Piccole differenze sono rappresentate da Tom Hensley al pianoforte, un ruolo solitamente coperto da Nicky Hopkins, e, più sporadicamente da Billy Preston, e dalla presenza, come coristi del produttore Richard Perry, che non appare in nessun altro caso nell'LP, e di Voorman, che qui interpreta la prima ed unica interpretazione vocale nel disco.

### Pubblicazione ed accoglienza
Ringo venne pubblicato dalla Apple Records a fine novembre 1973 dalla Apple Records, riscuotendo ottimo successo commerciale e critico; in esso, Devil Woman è la nona traccia, posta tra Six O'Clock, firmata Paul McCartney, e You and Me (Babe), brano di chiusura, composto da George Harrison e Mal Evans. Mentre il singolo Photograph aveva al lato B Down and Out, originariamente non inclusa sul disco, You're Sixteen presentava questa canzone come b-side; l'SP ebbe un ottimo successo commerciale.
Il sito Ultimate Classic Rock ha posto questo pezzo nella sua lista delle migliori canzoni da solista di Ringo Starr alla decima posizione; alla nona è presente Early 1970, lato B di It Don't Come Easy. Descrivendo Devil Woman, è riportato che il testo, con riferimenti sessuali totalmente espliciti, non è comune per il drummer; in seguito, alcuni brani trattarono degli stessi temi, come Gave It All Up e Gypsies in Flight, ambedue da Ringo the 4th (1977). Il critico musicale William Ruhulmann di AllMusic ha affermato che la qualità di questa canzone e di Have You Seen My Baby è uguale a quella delle hits Photograph, You're Sixteen ed Oh My My; sullo stesso tono è George Starostin, il quale ha dichiarato che questa traccia è la migliore dell'LP, ha comparato la parte di chitarra a quelle dei Rolling Stones, ed ha detto che questa composizione assicura le buone qualità di Starr come compositore, e che doveva comporre maggiormente. Contrario all'onda va il sito Keno, che ha dato a Devil Woman il voto di 6.85, ponendo più in basso di essa solo You and Me, Six O'Clock e Step Lightly. Malgrado questo responso critico molto positivo, la traccia non è apparsa su nessun'altra pubblicazione.

## Formazione
- Ringo Starr: voce, batteria
- Jimmy Calvert: Jimmy Calvertchitarra
- Klaus Voorman: cori
- Tom Hensley: pianoforte
- Jim Keltner: batteria
- Milt Holland: percussioni
- Richard Perry: cori
- Tom Scott: corni
- Chuck Findley: corni[3]